# Marie Bernays
Marie Elise Hermine Bernays (Múnich, 13 de mayo de 1883-Beuron, 22 de abril de 1939) fue una política, educadora y escritora alemana activista por los derechos de la mujer. Era miembro del Partido Popular Alemán (DVP), con el que fue parlamentaria electa en la República de Baden.

## Biografía
Nació en una familia intelectual judía: su abuelo Isaak Bernays era rabino, su prima Martha Bernays era la esposa de Sigmund Freud, y su tío Jacob Bernays era un reconocido filólogo clásico. Su hermano Hermann Uhde-Bernays  (1873–1965) era historiador de arte,  y su hermano Ulrich Bernays (1881–1948), era académico. Su padre, Michael Bernays (1834-1897), que se había convertido a la fe protestante en 1856, ocupó la primera cátedra de historia literaria en la Universidad de Múnich.
Marie Bernays se mudó con su familia a Karlsruhe en 1890 y luego a Heidelberg en 1905 donde pasó su Abitur en  humanidades en 1906 y estudió economía en la Universidad de Heidelberg.
En 1916, fundó con Elisabeth Altmann-Gottheiner, Julie Bassermann y Alice Bensheimer la Escuela Femenina Social en Mannheim de la que fue directora de 1919 a 1932, y colaboró con el revolucionario comunista Eugen Leviné para albergar coloquios en Heidelberg.
En 1933, afligida por el auge del nazismo y la radicalización a la derecha del DVP, se convirtió al catolicismo e ingresó en un convento.